# Bremerhavens voetbalkampioenschap 1917/18
In 1917/18 werd het veertiende Bremerhavens voetbalkampioenschap gespeeld, dat georganiseerd werd door de Noord-Duitse voetbalbond. 
Marine SC Cuxhaven werd kampioen. Aan de Noord-Duitse eindronde namen echter geen clubteams deel, maar elftallen met de beste spelers van de clubs. Als Unterweser verloor de club in de eerste ronde van Nordhannover. 

## 1. Klasse Unterweser
| Plaats | Club                     | Wed. | W | G | V | Saldo | Ptn |
| ------ | ------------------------ | ---- | - | - | - | ----- | --- |
| 1.     | Marine SC Cuxhaven       | 3    | 2 | 1 | 0 | 21:2  | 5:1 |
| 2.     | SC 04 Geestemünde        | 3    | 2 | 1 | 0 | 10:3  | 5:1 |
| 3.     | SC Sparta 01 Bremerhaven | 3    | 1 | 0 | 2 | 6:18  | 2:4 |
| 3.     | Marine SC Lehe           | 3    | 0 | 0 | 3 | 1:15  | 0:6 |

|  | Kampioen |